# Kim Rhode

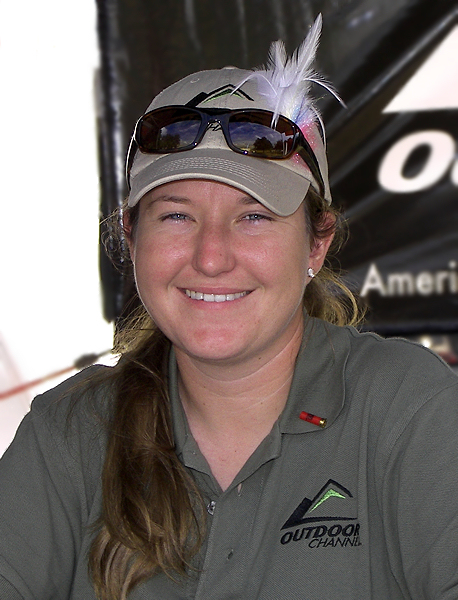
Kim Rhode 2007

Kimberly „Kim“ Susan Rhode (* 16. Juli 1979 in Whittier, Kalifornien) ist eine US-amerikanische Sportschützin. Sie gewann zwei olympische Goldmedaillen im Doppeltrap und eine olympische Goldmedaille beim olympischen Skeet-Bewerb.
Bei den Olympischen Spielen 1996 in Atlanta wurden erstmals Wettbewerbe im Doppeltrap ausgetragen. Bei den Frauen schoss Kim Rhode 141 Wurfscheiben ab und wurde zur jüngsten Olympiasiegerin im Schießsport, mit 139 Scheiben gewann die deutsche Susanne Kiermayer Silber. 1999 siegte Rhode bei den Panamerikanischen Spielen. Bei den Olympischen Spielen 2000 in Sydney erzielte Rhode 139 Wurfscheiben und erhielt Bronze hinter der Schwedin Pia Hansen und der Italienerin Deborah Gelisio. 2003 gewann Rhode erneut bei den Panamerikanischen Spielen. Bei den Olympischen Spielen 2004 in Athen gewann Rhode zum zweiten Mal olympisches Gold. Mit 146 Scheiben lag sie knapp vor der Südkoreanerin Lee Bo-na. Rhode gewann in ihrer Karriere sechs Weltcup-Wettbewerbe im Doppeltrap. 2007 gewann sie ihren ersten Weltcup-Wettbewerb in ihrer neuen Disziplin Skeet, wobei sie mit 98 Wurfscheiben einen Weltrekord erzielte. Bei den Olympischen Spielen 2008 in Peking erreichte Rhode im Skeet-Finale das Stechen um die ersten drei Plätze. Dort unterlag sie Chiara Cainero, traf aber einmal mehr als Christine Brinker und gewann die Silbermedaille.
Bei den Olympischen Sommerspielen 2012 in London gewann Rhode mit olympischen Rekord von 99 Scheiben im Skeet zum dritten Mal olympisches Gold. Bei den Olympischen Sommerspielen 2016 in Rio gewann Rhode die olympische Bronzemedaille. Sie hat somit in sechs aufeinander folgenden Olympischen Spielen eine Medaille gewonnen.
Kim Rhode ist Co-Moderatorin der Sendung Step Outside auf dem US-amerikanischen Sender Outdoor Channel. Sie studiert Veterinärmedizin an der California State Polytechnic University, Pomona.
Rhode tritt in der Öffentlichkeit für das Beibehalten des Second Amendment (Recht auf Besitz und Tragen von Waffen) ein.